# Michaił Astwacaturow
Michaił Iwanowicz Astwacaturow (ros. Михаил Иванович Аствацатуров, ur. 1 stycznia?/13 stycznia 1877 w Derbencie, zm. 29 marca 1936 w Leningradzie) – rosyjski lekarz neurolog i psychiatra.

## Życiorys
Studiował medycynę na Akademii Medyko-Chirurgicznej w Sankt Petersburgu. Był uczniem i współpracownikiem Władimira Biechtieriewa. Tytuł doktora medycyny otrzymał w 1908 roku, po czym wyjechał na trzy lata za granicę. Zwiedził kliniki w Austrii, Anglii, Niemczech, Francji, poznał Freuda i Bleulera. Po powrocie do Rosji w 1911 został mianowany profesorem.
Żonaty z Nadjeżdą Płatonowną Gurgenbekową (1878–1965).

## Dorobek naukowy
W 1934 roku opisał jednostkę chorobową, znaną dziś jako notalgia paresthetica.
Był autorem ponad 100 prac, w języku rosyjskim, niemieckim i angielskim. Jego uczniami byli m.in. Karczikian, Razdolski, Triumfow, Skobło, Gołman, Aronowicz.

## Wybrane prace
- Клинические и экспериментально-психологические исследования речевой функции (1908)
- Ein Fall von posttraumatischer spinaler Amyotrophie nebst Bemerkungen über sogen. Poliomyelitis anterior chronica[6] (1911)
- Beitrag zur Kasuistik der kavernösen Blutgeschwulst des Gehirns. Neurologische Centralblatt 1911
- Ueber Epilepsie bei Tumoren des Schläfenlappens[7]. (1911)
- Ueber angeborene Kleinhirnerkrankungen mit Beiträgen zur Entwickelungsgeschichte des Kleinhirns[8] (1911)
- Über biogenetische Grundlagen der Symptomatologie der Pyramidenbahnerkrankung[9] (1923)
- Психотерапия и психоанализ (1923)
- ON THE NATURE OF ABDOMINAL REFLEXES. The Journal of Nervous and Mental Disease (1925)
- Zur Lehre Ton der Entstehung der Rechtshändigkeit[10]. (1925)
- Учебник нервных болезней (1925)
- Психотерапия и психоанализ (1928)
- Über parästhetische Neuralgien und eine besondere Form derselben-Notalgia paraesthetica[11]. (1934)
- Über multiple Sklerose bei Zwillingen. Zeitschrift für die gesamte Neurologie und Psychiatrie, 1935
- Руководство по военной невропатологии (1935)
- Учебник нервных болезней (1939)